# Paranormasight: The Seven Mysteries of Honjo
Paranormasight: The Seven Mysteries of Honjo (Originalmente em japonês: パラノマサイト FILE23 本所七不思議, romanizado como Paranormasight FILE23 Honjo Nanafushigi) é um videojogo de novela visual de 2023 desenvolvido por Xeen e publicado por Square Enix para Android, iOS, Nintendo Switch e Windows.

## Sinopse oficial
"Resolva um mistério ancestral neste jogo visual novel de terror e aventura. Até onde você iria para trazer alguém de volta dos mortos? No Japão, há rumores acerca da lenda dos 'Sete Mistérios de Honjo. Um misterioso 'Rito da Ressurreição' leva ao conflito entre aqueles que têm o poder de lançar maldições...
Esta história perturbadora se passa na área de Sumida, em Tóquio, Japão, no fim do século XX. Desvende os desejos, sonhos e medos destes personagens originais que se encontram sob o domínio de maldições mortais, enquanto as motivações deles se entrelaçam em uma história cheia de reviravoltas. Chegue na conclusão da história com as suas próprias escolhas!
Shogo Okiie, um simples funcionário de escritório, visita Kinshibori Park no meio da noite com sua amiga, Yoko Fukunaga, para investigar uma história de fantasma local muito conhecida: Os Sete Mistérios de Honjo. Shogo não acredita em Yoko quando ela fala que os Mistérios estão conectados ao Rito da Ressureição, e não dá muita atenção a esse assunto, até que eventos estranhos começam a acontecer diante de seus olhos. Enquanto isso, várias outras pessoas estão fazendo suas próprias investigações sobre os Sete Mistérios... Detetives investigando uma série de mortes estranhas, uma adolescente procurando a verdade por trás do suicídio de seu colega de classe e uma mãe que jurou vingança pelo seu filho perdido. Os desejos e motivações dos personagens se cruzam e se entrelaçam, com os Sete Mistérios de Honjo bem no centro da trama, conduzindo a história até uma batalha de astúcias e maldições."